# Cheban
Cheban (kinesiska: 车板) är en köping i sydöstra Kina. Den ligger i Lianjiang i staden Zhanjiang i provinsen Guangdong, omkring 400 kilometer sydväst om provinshuvudstaden Guangzhou. Antalet invånare är 39 578. Befolkningen består av 18 931 kvinnor och 20 647 män. Barn under 15 år utgör 26,0 %, vuxna 15-64 år 62 %, och äldre över 65 år 10,0 %.